# Francisco José Pestanha

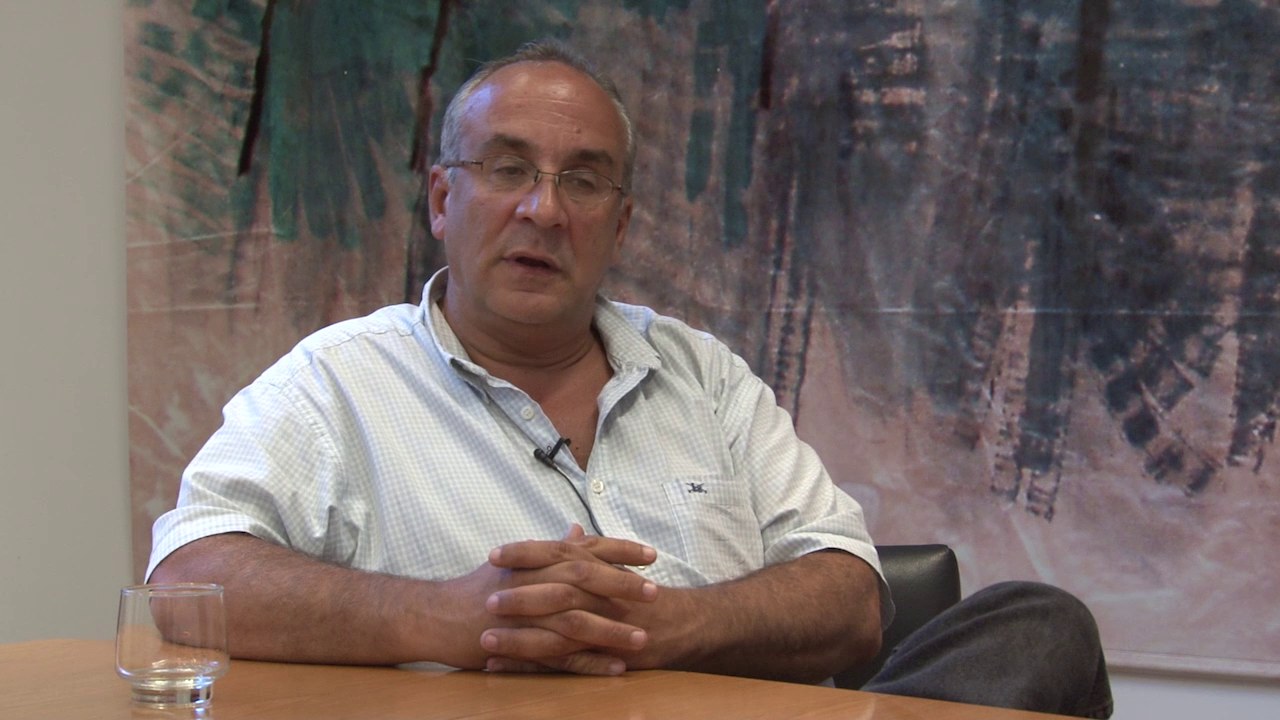
Francisco José Pestanha

'Francisco José Pestanha' es un escritor y ensayista argentino.
Nació en la Ciudad Autónoma de Buenos Aires el 5 de agosto de 1964. Es hijo de Antonio Jorge Pestanha y Sara M. Moreno de Pestanha, y tiene tres hermanas. Residió en su infancia en la localidad de Florida, partido de Vicente López. Durante un breve período se radicó en El Bolsón, en la provincia de Río Negro. Actualmente reside en el barrio de Villa Crespo, en la Ciudad de Buenos Aires junto con su compañera Soledad y su hija Antonia Eva.
Realizó sus estudios secundarios en el Instituto Ceferino Namuncurá de la localidad de Florida. Cursó sus estudios universitarios en la Facultad de Derecho de la Universidad de Buenos Aires, donde se graduó como Abogado y Procurador, y realizó estudios de posgrado en Derecho Administrativo. Cursó también estudios avanzados en la licenciatura en Ciencias de la Comunicación de la Universidad de Buenos Aires.
Entre otras labores profesionales, desarrolló su profesión de Abogado durante más de 15 años: fue Asesor Jurídico del Centro de Extensión Universitaria hacia los Municipios (CEUM) en la Universidad de Luján, y Asesor de Rectorado con rango de Subsecretario en la misma universidad. Se desempeñó laboralmente durante un largo período en la Administración de Parques Nacionales como Apoderado, Director de Asuntos Jurídicos, y Jefe de la Oficina de Sumarios e Investigaciones Administrativas, como así también en la Legislatura del Gobierno de la Ciudad de Buenos Aires, donde ocupó el cargo de Director de Recursos Humanos. 
Fue también Secretario de Hacienda y Finanzas de la Municipalidad de El Bolsón, provincia de Río Negro, y Director de la Reserva Ecológica Costanera Sur (CABA). Cumplió funciones en el Instituto Nacional de Cine y Artes Audiovisuales –INCAA- como Gerente de Asuntos Jurídicos, y en Télam Sociedad del Estado como Asesor de Presidencia. Durante un extenso período fue profesor ordinario en la carrera de Ciencias de la Comunicación en la Universidad de Buenos Aires. Desde 2002 desarrolla labores como docente en el Sindicato Único de Trabajadores de Edificios y Renta Horizontal –SUTERH- y en la Federación de Trabajadores de Edificios y Renta Horizontal –FATERyH- y en la Universidad Metropolitana para la Educacion y el Trabajo UMET.
Actualmente es Director del Departamento de Planificación y Políticas Públicas en la Universidad Nacional de Lanús www.unla.edu.ar. En esta institución desempeñó diferentes cargos de docencia y gestión universitaria. Fue Jefe de Gabinete y más tarde Secretario General de Asuntos Jurídicos e Institucionales, integrando el gabinete conducido por la rectora Dra. Ana Jaramillo. En la actualidad, además de dirigir el Departamento de Planificación y Políticas Públicas, forma parte del Consejo Superior de la Universidad. 
Entre otras distinciones obtuvo recientemente el premio “Vocación Académica” en la disciplina Humanidades, otorgado por Lázara Grupo Editor en mayo de 2015. La nominación fue propuesta por un jurado constituido por Rectores y Decanos de universidades e institutos terciarios del país, y por los organizadores de las Jornadas Nacionales sobre la Vocación, la Capacitación y el Empleo en la República Argentina. La distinción fue entregada en el marco de la 41ª Feria Internacional del Libro de Buenos Aires.

'Pensamiento Nacional y Latinoamericano'
Desde muy joven se enroló en el ideario nacional y popular. Se especializó realizando un recorrido analítico y reflexivo sobre multiplicidad de corrientes teóricas e historiográficas, con foco en el historicismo como fenómeno social y cultural comprometido con el Pensamiento Nacional y Latinoamericano. 
En el campo del Pensamiento Nacional, sus principales referentes son los pensadores e intelectuales más profundos e innovadores en esta corriente: entre ellos, Raúl Scalabrini Ortiz, Arturo Jauretche, Ana Jaramillo, Graciela Maturo, Leopoldo Marechal, Alberto Methol Ferré, Fermín Chávez, Abelardo Ramos, Gustavo Cirigliano, Enrique Oliva, Ernesto Goldar, Eduardo Luis Duhalde, Arturo Sampay, Juan Domingo Perón y Alberto González Arzac. Además desarrolló estudios y conferencias vinculadas a la Historia del Movimiento Obrero Argentino y sobre Formación y Gestión Sindical, aspectos que constituyen una de sus principales inquietudes.
Durante más de 11 años coordinó académicamente el “Taller para el Pensamiento Nacional” que se dictó con regularidad en el Instituto Superior Octubre dependiente del SUTERYH. Fue miembro de número del Instituto Nacional de Revisionismo Histórico Argentino e Iberoamericano Manuel Dorrego y Vicepresidente de la Comisión Permanente de Homenaje a FORJA. Asesoró históricamente en la elaboración de varios cortometrajes y largometrajes. También asesoró a la Comisión de Familiares de Caídos en Malvinas y Atlántico Sur, labor que siempre consideró un inmenso privilegio.
Ha dictado más de 800 conferencias en todo el territorio argentino para difundir el ideario del Pensamiento Nacional y Latinoamericano y ha publicado artículos periodísticos y ensayos en suplementos del periódico “Página 12”, en Télam SA, en las revistas “Breviarios”, “Caras y Caretas”, “Escenarios UPCN” y en ediciones digitales tales como www.nomeolvidesorg.com.ar , www.elortiba.org , www.nacionalypopular.com, www.agendadereflexion.com.ar, www.pensamientonacional.com.ar, www.losocial.com.ar , www.peronvencealtiempo.com.ar y www.rinacional.com.ar, entre otras.
Labor académica actual:
.
.        Profesor Titular Ordinario de la materia "Historia Política, Social y Cultural Latinoamericana", en la Universidad Nacional de Lanús.
•	Profesor Universitario Ordinario de la materia “Derecho a la Información” en la Facultad de Ciencias de la Comunicación de la Universidad de Buenos Aires (en uso de licencia).
•	Profesor Titular Ordinario del Seminario “Pensamiento Nacional y Latinoamericano” en la Universidad Nacional de Lanús.
•	Profesor del Seminario “Introducción al Peronismo. Teoría y Realización” en la Universidad Nacional de Lanús.
•	Profesor Titular del Seminario “Atlántico Sur, Malvinas y Continente Antártico” en la Universidad Nacional de Lanús.
•	Profesor Titular de “Formación y Gestión Sindical” e “Historia del Movimiento Obrero Argentino”, en la Universidad Metropolitana para la Educación y el Trabajo. www.umet.edu.ar
•	Coordinador Académico del “Observatorio Malvinas” de la Universidad Nacional de Lanús.
Jurado de Tesis
```
Nombre de la Tesis: ¨ El ideario FORJA a través de sus publicaciones periódicas (1935-1945)".

Maestría en Metodología de la Investigación Científica¨.
Maestrando: Juan Esteban Godoy
```

Algunas de sus obras publicadas: 
.         PESTANHA, F. "Aportes para un Pensamiento Nacional Latinoamericano" Editorial Sb. año 2023  
.         PESTANHA, F. Prólogo del libro: "China, América Latina y la geopolítica de La Nueva Ruta de la Seda", Ediciones de la UNLa
- PESTANHA, F. (2018) Estado y derecho de los Pueblos. Breve reflexiones desde el Pensamiento Nacional sobre Derecho Comunitario Indígena. Ediciones de la UNLa ISBN 978-987-4937-01-8

.        PESTANHA, F; BONFORTI, E; CARRASCO, G. (2017). Organizaciones Libres del Pueblo: Revista Viento del Sur. Remedios de Escalada: Ediciones de la UNLa.ISSN 1853-8762.
•	     PESTANHA, F; CARRASCO, G. (2016). Asunto Magno: Revista Viento del Sur. Remedios de Escalada: Ediciones de la UNLa.ISSN 1853-8762.
•	     PESTANHA, F. Malvinas: La guerra y la post guerra. La desmalvinización. ESCENARIOS PARA UN NUEVO CONTRATO SOCIAL. editados por la Unión para el Personal Civil de la Nación (UPCN) ISSN 1668-2106.
•	     PESTANHA, F.  y otros. El Revisionismo hoy. Revista del Instituto Nacional de Investigaciones Históricas Juan Manuel de Rosas. ISSN 2314-1409.
•	     PESTANHA, F (2012) ¨Papá, me matan¨ Homenaje a Felipe Vallese. Revista Viento del Sur. Remedios de Escalada: Ediciones de la UNLa.ISSN 1853-8762.
•	     PESTANHA, F (2012). Desmalvinización y Remalvinización. La tiza. revista de SADOP. 
•	     PESTANHA, F (2012). Las disputas por Malvinas. Revista de la Facultad de Ciencias Sociales. UBA. ISSN 1666-7301.
•	     PESTANHA, F .(2011). El resurgimiento del Pensamiento Nacional y del Revisionismo Histórico. Rol del movimiento obrero. ESCENARIOS PARA UN NUEVO CONTRATO SOCIAL. editados por la Unión para el Personal Civil de la Nación (UPCN) ISSN 1668-2106.
•	     PESTANHA, F.; BONFORTI, E. (2014) Introducción al Pensamiento Nacional. Remedios de Escalada: Ediciones de la UNLa. 
ISBN 978-987-1987-35-1.
•	     PESTANHA, F. (2007) Polémicas Contemporáneas. Bs.As.: Ediciones Fabro. ISBN 9789872166663.
•	     PESTANHA, F. (2006) ¿Existe un pensamiento nacional? Bs.As.: Ediciones Fabro.
ISBN 987-21666-2-5.
En coautoría:
•	    CANCELA, M.; GARBARINI, L.; TORIBIO, D.; PESTANHA, F. Prólogo en La implementación de la nueva Escuela Secundaria. 
ISBN 978-987-1987-39-9.
•	    PESTANHA, F. Prólogo a Obras selectas de José María Rosa. 
•	    CASTELLUCCI, O.; VILLANUEVA, E.; PESTANHA, F.; LATORRE, R. (2015). Prólogo II. Perón: Modelo Argentino para el Proyecto Nacional, 2a. edición. Buenos Aires: Biblioteca del Congreso de la Nación. 
ISBN 978-950-691-093-8.
•	   PESTANHA, F.; RECALDE, M.; CHOLVIS, J.F.; JARAMILLO, A. (2015) Capítulo La Constitución de 1949 como producto histórico-cultural, en Constitución de 1949. Vigencia de sus principios básicos y consecuencias de su derogación. Ciudad Autónoma de Buenos Aires: Congreso de la Nación. 
ISBN 978-950-685-013-5.
•	   AVERSA, M.; PESTANHA, F. (2015) Las Enfermeras Argentinas durante el Primer Peronismo. La Enseñanza de la Enfermería en la Universidad Nacional y Popular. Buenos Aires: EDUNLA. 
ISBN 978-987-1987-40-5.
•	   AVERSA, M.; PESTANHA, F. (2015). Seminario de Pensamiento Nacional. La Enseñanza de la Enfermería en la Universidad Nacional y Popular. Buenos Aires: EDUNLA. 
ISBN 978-987-1987-40-5.
•	   PESTANHA, F. (2011). Ensayo introductorio. Una epistemología para la periferia. ANA JARAMILLO compiladora. Obras seleccionadas de Fermín Chávez. Edunla. 2011.
•	   PESTANHA, F. (2011). Ensayo introductorio. Artículos de Descartes en: Política y Estrategia de J.D. Perón. Buenos Aires, Argentina. Editorial Octubre.
•	   PESTANHA, F.  y otros (2010). Obras Completas del Pensamiento Nacional. Artículos. Buenos Aires, Argentina.
•	   PESTANHA, F., DI LORENZO, J.; BOLIVAR, J.; CASTELLUCI, O.; PANTUSO, C. Y OTROS (2009). Proyecto Umbral. Aportes para Resignificar la Historia Argentina. Buenos Aires: Ed. Ciccus.
•	   PESTANHA, F. y otros (2008). 1949. Rumbos de Justicia. Edito Martini. Buenos Aires, Argentina. 
•	   PESTANHA, F.; RIOS, E.; ROSA, E.; HERNANDEZ, P. Y OTROS (2007). Forja. 70 Años de Pensamiento Nacional. Tomo II. Buenos Aires: Corporación Buenos Aires Sur.
•	   PESTANHA, F.; RIOS, E.; ROSA E.; HERNANDEZ, P. Y OTROS (2007) Forja. 70 Años de Pensamiento Nacional. Tomo III. Buenos Aires: Corporación Buenos Aires Sur.
•	   PESTANHA, F.; DI LORENZO, J.; BOLIVAR, J.; CASTELLUCCI, O. (2006). Propuestas para un Modelo Argentino. Buenos Aires, Argentina.
•	   PESTANHA, F.; RIOS, E.; ROSA, E.; HERNANDEZ, P. Y OTROS (2006). Forja. 70 años de Pensamiento Nacional. Tomo I. Buenos Aires: Corporación Buenos Aires Sur.
•	   PESTANHA, F. Y OTROS (1996). Plan de Ordenamiento Ambiental para la Ciudad de Buenos Aires. Buenos Aires, Argentina.
•	   PESTANHA, F; SCALABRINI ORTIZ, J. Y OTROS;  “Raúl Scalabrini Ortiz. Sus luchas y sus enseñanzas. Ediciones Fabro. 
•	   PESTANHA, F. Ensayo introductorio para la obra de Juan Domingo Perón Política y Estrategia. No ataco, critico. Colección “Liberación nacional”, Ediciones Fabro.
•	   PESTANHA F. y otros. Antología del Bicentenario y MALVINAS, editados por la Unión para el Personal Civil de la Nación (UPCN). 
•	   PESTANHA, F.; GONZALEZ TREJO, C.; JARAMILLO, A.; CARDOSO, J; GULLO, M.; SOLIS RADA, A. Y OTROS. Malvinas. Una causa de la Patria Grande.
•	   PESTANHA, F.; GONZALEZ TREJO, C.; MUÑOZ AZPIRI, J.; BILBAO, C.; HUDEPOLDT, E. Y OTROS: Malvinas: la otra mirada. Corporación Buenos Aires Sur.
•	   PESTANHA Y OTROS Antología Poética. 3 tomos. Editorial Nuevo Ser.
- Datos: Q24941582